# Neuvy-le-Barrois
Neuvy-le-Barrois é uma comuna francesa na região administrativa do Centro, no departamento Cher. Estende-se por uma área de 36,75 km². Em 2010 a comuna tinha 138 habitantes (densidade: 3,8 hab./km²).